# Iglesia de San Julián (Cuéllar)
La iglesia de San Julián fue un templo de culto católico bajo la advocación de San Julián ubicado en la villa segoviana de Cuéllar (Castilla y León). En ocasiones es denominada ermita de San Julián.
Fue fundada por Alfonso García de León, apodado el de Cuéllar, nieto ilegítimo de Alfonso IX de León, contador mayor de Enrique III de Castilla, alcaide de los Reales Alcázares de Segovia y regidor de Cuéllar, que vivió en el siglo XIV, y a su muerte fue enterrado en los sepulcros gótico-mudéjares de la capilla mayor de la iglesia de San Esteban. También fundó el monasterio de Nuestra Señora del Pino, en el actual término municipal de Mata de Cuéllar.
Debió estar situada en el entorno de la calle de San Julián, que parte desde la plaza Mayor y confina en la plaza del Mercado del Pan, en pleno centro de Cuéllar. En 1593 es citada como ermita, y en 1648 ya estaba semi derruida.